# قصر مقاتل
قصر مقاتل أو قصر بني مقاتل أو منازل بني مقاتل هو من القصور الأثرية التي بنيت في عصر مملكة المناذرة قبل الإسلام في صحراء العراق، وهي من المنازل التي نزل بها الحسين بن علي أثناء توجهه إلى كربلاء.
قال ابن طخماء الأسدي :